# 林衡道
林衡道（1915年5月2日—1997年1月18日），臺灣歷史學者，板橋林家後裔，曾任臺灣省文獻會主任委員，淡江大學、東吳大學、淡水工商專科學校、國立藝術學院教授。於1994年獲行政院文化獎，素有「臺灣古蹟仙」、「臺灣史蹟百科活字典」之美譽，屬CC派。

## 生平
林衡道其父林熊祥，出身臺灣五大家族中的板橋林家，祖母出身福州大家族陳家，其先祖為陳寶琛。林衡道在東京出生，滿月即回福州祖母家渡過童年，童年時期曾居住於福州城楊橋巷的大宅第。後分別於台灣、日本內地完成學業，畢業於日本東北帝國大學經濟學科。
戰後林衡道被延攬至臺灣省文獻委員會，最後升至主任委員，於1985年退休。
據黃富三回憶，林衡道從省文獻會主委上下台後，未被任命為省府委員。有一段時間鬱鬱寡歡。有次史蹟考察車上，對黃富三說：「當政者只找會拍馬屁的，別的主委卸任後當省府委員，我卻什麼也沒有。」黃說：「您的臺灣國寶美名海內外皆知，遠勝過當省委。」林答道：「小老弟，你不知道阿！當官真好」
本人回顧自己一生時，曾提及雖畢業於經濟科系，但卻非常不會理財。而在求學時所接觸的學問多為德奧的學問，也很嚮往俄國，卻不能在有生之年親自去這三個國家走一遭。認為選舉、股東制及媒體三者是現今的三大欺騙。

## 家庭
其妻杜淑純，為臺灣第一位醫學博士杜聰明醫師的獨生女。兩人在1944年結婚，1992年離婚。

## 事蹟及觀點
林衡道中學念書時，受民俗學者柳田國男的影響，開啟對民俗的興趣，走上研究民俗古蹟之路。
林衡道任職台灣省文獻委員會近三十年，人稱「台灣活字典」，為人談吐風趣、性情直率，信手拈來都是歷史故事。
林衡道在學校授課時不拘一格，有時會主動在下課時間請學生抽菸，並「講古」分享。最為人稱道事蹟之一是常在其史蹟源流會或其它公益性社團主辦或協辦下，參訪並介紹各地古蹟建築；且每獲參加者的盛情迴響。其對臺灣史學、古蹟建築之推廣使後世推崇。
由於童年成長於福州的緣故，林衡道較喜簡樸的民居，對琉璃瓦樣式的宮殿建築頗為排斥。林衡道也喜歡明治及大正時期所遺留的樸實建築，但對近代昭和年間的建築，例如帝冠式及國防色的臺北中山堂卻很排斥，不過對總統府卻讚譽有加。對此林衡道解釋「明治與大正年代時，日本建築是崇尚西洋古典風格，基本上建築形式仍是相當自由，不過，到了昭和年間，其建築淪為折衷主義與興亞式，外牆貼上馬賽克或二丁掛等，反映出軍國主義的色彩。」
前台南藝術學院院長漢寶德，形容林衡道是「古建築守護神」、「本省古蹟維護運動的化身」，因為林衡道的鼓吹引導，台灣民俗古蹟的研究形成熱潮，引起重視。臺灣許多歷史、民俗及文化資產的保存，迄今深受林衡道教授之影響與啟迪。但另一方面，受到他本人民族主義情緒的限制，曾經主張拆除桃園神社，對古蹟保存的影響並非全是正面。
杜淑純曾回憶林衡道對政治有非常高的興趣，為了仕途他不但加入中國國民黨，而且非常積極投入。從1945年加入國民黨第一屆市黨部委員兼任財務委員開始，黨齡達五十多年。有段時間林衡道還打算參選議員或市長，然而人家連個中央委員也不給他做，林衡道自己也頗為惋惜，覺得國民黨對本省人有偏見。杜淑純認為這是他沒有錢，起先國民黨要拉他，就是以為他有錢，後來才發現他沒有。他父親（林熊祥）也不照顧他，反而提拔辜振甫。辜振甫比較有政治頭腦，林衡道除了經驗外，也缺乏政治頭腦。:365-366
林衡道長期致力研究臺灣史蹟及風俗民情工作，從1950年代起開始走訪全臺各鄉鎮進行田野調查，記載各地之寺廟、名勝、古宅、古蹟、地方特產等歷史源流，整理出版臺灣歷史、民俗書籍約五十餘部，出版《台灣勝蹟採訪冊》、《臺灣史蹟源流》、《臺灣一百名人傳》、《鯤島探源》、《臺灣民俗論集》等，是研究臺灣史料重要參考資料。
在文學、詩歌、小說創作方面，也有作品《絲綢的手帕》、《前夜》。

## 著作
- 《鯤島探源》（臺北：稻田出版社出版，1996年）
- 小說《前夜》（臺北：青文出版社，1964年；再版，臺北：一本文化，2015年）
- 《林衡道先生訪談錄》（臺北：國史館，民85年）
- 《臺灣夜譚：鄉土與民俗》林衡道 口述/宋晶宜 筆記（臺北：衆文圖書公司出版，1980年）